# Hydra Head Records
Hydra Head Records war ein US-amerikanisches Metal-Label, das von 1995 bis 2012 existierte.

## Geschichte
Das Label hat seinen Ursprung im Jahr 1993, in dem es noch als Versandhandel tätig war. Zudem buchte der Gründer Aaron Turner unter diesem Namen auch einige wenige lokale Konzerte. Turner, der zu dieser Zeit noch die Highschool besuchte, kaufte hauptsächlich Tonträger von Labels wie Ebullition Records, Gravity Records, Victory Records, Vermiform Records und Lookout Records und vertrieb diese. Im Jahr 1995 verwandelte sich der Handel zu einem Label. Als Turner Anfang 1995 eine Show für Coalesce in Santa Fe, New Mexico, buchte, lernte er deren Roadie kennen, der Turner wiederum mit der Band Vent bekanntmachte. Die erste Veröffentlichung des Labels erschien in Form der Vent-Single Long Lost Human. Turner wurden Kopien des Tonträgers von Erika Records zugesandt, der die Singles an Magazine und Versandhandel sandte. Turner hatte zuvor noch in Santa Fe gelebt, zog jedoch zur Zeit der Veröffentlichung der Single im Herbst 1995 nach Boston, um dort die Kunstschule zu besuchen. In Boston knüpfte er neue Kontakte mit Bands wie Roswell, Corrin, Piebald und Converge. Es folgte die Veröffentlichung der Single Despair Rides on Angel Wings von Corrin, ehe die erste CD erschien. Gegen Ende der 1990er Jahre gründete Turner zusammen mit Jeff Caxide die Band Isis. Nachdem Turner 1999 das College abgeschlossen hatte, konnte er sich vollzeitlich dem Label widmen. Nach der Veröffentlichung von zahlreichen Tonträgern und einem stetigen Wachstum des Labels, wurde im September 2012 aufgrund finanzieller Schwierigkeiten und wegen Streitigkeiten der Führungskräfte untereinander die Schließung des Labels bekanntgegeben. Seit Dezember 2012 wurden keine neuen Tonträger veröffentlicht; nur noch die bisher erschienen wurden noch zum Verkauf angeboten, um die angefallenen Schulden abbezahlen zu können. Zwei Jahre zuvor hatte sich zudem auch Isis aufgelöst. Seitdem widmete er sich anderen Bandprojekten wie Mamiffer und Old Man Gloom. Zudem betreibt er mit seiner Frau Faith Coloccia das Label SIGE.

## Veröffentlichungen (Auswahl)
- 1997: Anal Cunt/EyeHateGod – In These Black Days: A Tribute to Black Sabbath Vol. I (Split-7”)
- 1997: Brutal Truth/Converge – In These Black Days Volume 2: A Tribute to Black Sabbath (Split-7”)
- 1998: Agoraphobic Nosebleed – PCP Torpedo
- 1998: Cave In – Beyond Hypothermia (Kompilation)
- 1999: Neurosis/Soilent Green – In These Black Days Vol 6 (Split-7”)
- 1999: The Dillinger Escape Plan/Drowningman – Jim Fear/My First Restraining Order (Split-7”)
- 1999: Coalesce  – There Is Nothing New Under the Sun
- 1999: Botch – We Are the Romans
- 2000: Keelhaul – Keelhaul II
- 2000: Goatsnake/Burning Witch – Goatsnake/Burning Witch (Split-CD/-12”)
- 2000: Sunn O))) – ØØ Void
- 2001: Cavity – On The Lam
- 2003: Pelican/Scissorfight/The Austerity Program – The Champions of Sound 2003 (Split-7”)
- 2005: Khanate – Capture & Release
- 2005: Boris/Merzbow – Sun Baked Snow Cave
- 2006: Jesu – Silver (EP)
- 2006: Xasthur – Subliminal Genocide
- 2006: Heresi – Psalm II – Infusco Ignis
- 2006: Khlyst – Chaos Is My Name
- 2007: Lustmord – Juggernaut
- 2008: Kayo Dot – Blue Lambency Downward
- 2009: Bohren & der Club of Gore – Dolores
- 2010: Daughters – Daughters
- 2010: The Melvins/Isis – Melvins / ISIS (Split-12”)
- 2010: Pyramids/Nadja – Into the Silent Waves (Split-12”)
- 2011: Buzzov•en – Revelation: Sick Again